# Incisitermes fruticavus
Incisitermes fruticavus är en termitart som beskrevs av Rust 1979. Incisitermes fruticavus ingår i släktet Incisitermes och familjen Kalotermitidae. Inga underarter finns listade i Catalogue of Life.